# وسترن (فیلم)
وسترن (انگلیسی: Western) فیلمی است که در سال ۱۹۹۷ منتشر شد.